# Martin Tšegodajev
Martin Tšegodajev (* 30. November 1990 in Tallinn) ist ein estnischer ehemaliger Fußballspieler.

## Karriere
Martin Tšegodajev begann seine Laufbahn beim Tallinna JK. Beim traditionsreichen estnischen Fußballverein aus Tallinn spielt er bis zum Jahr 2007. Von 2008 an spielte er für JK Nõmme Kalju in deren Jugend, ehe Tšegodajev sein Debüt in der Saison 2008 für die erste Mannschaft gab. Im Spiel gegen den FC TVMK Tallinn wurde er beim Spielstand von 0:3 für Andrus Mitt eingewechselt, am Ende des Spieles stand es 1:5. Nach 6 Spielen in der Meistriliiga für den Klub aus Nõmme, wurde dieser erstmals für die U-19 Junioren der Balten nominiert. In der A. Le Coq Arena spielte Tšegodajev für sein Heimatland gegen die georgische Auswahl. Ein Jahr später verzeichnete der Verteidiger auch in der Klasse der U-21 sein Debütspiel, dort gegen Frankreich. In der Saison 2009 markierte der Junioren-Nationalspieler den ersten Treffer in der Profikarriere, im Auswärtsspiel beim JK Tulevik Viljandi, welches mit 2:3 verloren wurde, traf dieser bereits in der 6. Spielminute zum 2:1. In den Spielzeiten 2009/10 und 2011/12 spielte er mit dem Klub jeweils in der Europa League schied dort allerdings früh gegen Dinaburg Daugavpils und dem FC Honka aus. In der Estnischen Meisterschaft 2011 wurde man hinter Rekordmeister Flora Tallinn Vizemeister.